# Гутьеррес, Мигель (футболист, 2001)
Миге́ль Гутье́ррес Орте́га (исп. Miguel Gutiérrez Ortega; родился 27 июля 2001, Мадрид) — испанский футболист, левый защитник клуба «Жирона».

## Клубная карьера
Гутьеррес родился в испанском городе Мадриде. В 5 лет стал заниматься в академии «Хетафе», а в 11 лет ушёл в академию клуба «Реал Мадрид». В июле 2017 года тогдашний тренер «Манчестер Юнайтед» Жозе Моуринью был заинтересован в подписании Гутьерреса, но Мигель решил остаться и играть за «Реал Мадрид».
Летом 2019 года главный в то время тренер «Реала» Зинедин Зидан вызвал игрока в основную команду клуба, так как во время розыгрыша «Audi Cup» травму получил Ферлан Менди. Гутьеррес стал первым из воспитанников академии 2001 года рождения, кого вызвали в основную команду клуба.
21 апреля 2021 года он дебютировал за «Реал Мадрид», выйдя на замену в матче Ла Лиги против «Кадиса» (3:0). Впервые Гутьеррес вышел в стартовом составе в матче против «Гранады» (4:1).
5 августа 2022 года Гутьеррес перешёл в вышедший в Ла Лигу клуб «Жирона». Он подписал контракт до 2027 года. 14 августа 2022 года дебютировал за новый клуб в Ла Лиге в матче против «Валенсии».

## Достижения

### Командные достижения
«Реал Мадрид»
- Чемпион Испании: 2021/22
- Победитель Лиги чемпионов УЕФА: 2021/22

Сборная Испании (до 19 лет)
- Чемпион Европы до 19 лет: 2019

### Личные достижения
- Входит в состав символической сборной Ла Лиги: 2023/24[8]